# Of Thee I Sing

Of Thee I Sing is een musical van George S. Kaufman en Morrie Ryskind uit 1931 met muziek van George Gershwin en teksten van Ira Gershwin. De wereldpremière, bedoeld als try-out, was op 8 december 1931 in het Majestic Theatre in Boston en de Broadway première op 26 december 1931 in het Music Box Theatre in New York. De regie was in handen van Kaufman en de musical werd 441 keer opgevoerd, een voor die tijd ongekend succes.

## Betekenis
In 1932 was Of Thee I Sing de eerste musical die de Pulitzer Prize voor Drama won, niet voor muziek want die categorie werd pas voor het eerst uitgereikt in 1943. Het is tevens de eerste satirische musical uit de geschiedenis (van de musical). De musical hekelt de Amerikaanse politiek; het verhaal gaat over John P. Wintergreen, die zich kandidaat stelt voor het presidentschap van de Verenigde Staten op het "love" -platform. Wanneer Wintergreen verliefd wordt op Mary Turner en niet wil trouwen met Diana Devereaux, de winnares van een miss-badpakverkiezing en die daardoor contractueel geselecteerd is om first lady te worden, raakt hij in (politiek) heet vaarwater.

## Geschiedenis
Toen Kaufman en Ryskind het idee voorlegden aan Gershwin om een politiek satirische musical te maken, was hij meteen verkocht. Hij vond het een uitstekend plan. In november 1930, nadat de Gershwins een voorlopig scenario hadden ontvangen van Kaufman en Ryskind, gingen ze aan de slag. Een belangrijke stuwende kracht binnen dit proces was Sam H. Harris (1872-1941), een musical producer die gewerkt had met Cohan, Berlin, Ruby, Gershwin, Porter, Rodgers en Weill. Hij had vernieuwing hoog in het vaandel en vond het thema van Of Thee I Sing daar precies in passen.
Eind augustus 1931 was het script helemaal af. De gebroeders Gershwin werkten keihard, en november 1931 was de hele partituur klaar. In tegenstelling tot voorgaande musicals waar Ira teksten op muziek zette, was hier sprake van een omgekeerde werkwijze: de teksten werden voorzien van muziek. Ruim voor de première speelde Gershwin van tijd tot tijd, tot groot ongenoegen van Kaufman en Ryskind, al enkele songs uit de nieuwe musical op party's en feestjes.

## Verhaal

### Eerste akte
De eerste akte begint "in een plaats ergens in Amerika" met een optocht voor presidentskandidaat John P. Wintergreen. In een eenvoudig hotelkamertje zit het Campagne Comité met vertegenwoordigers van de Ierse en Joodse kiesdistricten, Francis X. Gilhooley en Louis Lippman, en krantenmagnaat Matthew Arnold Fulton en de senatoren Robert E. Lyons, van de zuidelijke staten en Carver Crockett Jones van de westelijke staten, feestelijk bij elkaar om de nominatie te vieren van hun kandidaat Wintergreen. Ze hebben wel moeite met de keuze van de vicepresident, Alexander Throttlebottom. Terwijl zijn blik op een kamermeisje valt, beslist Fulton, de krantenmagnaat, dat liefde het thema moet worden van de campagne en beveelt Wintergreen, "om verliefd te worden op een typisch Amerikaans meisje".
Tijdens een badpakkenwedstrijd in Atlantic City om de mogelijke first lady te kiezen, flirten journalisten en fotografen met de deelneemsters (Who Is the Lucky Girl to Be, The Dimple on My Knee, Because, Because).
Bang om gekoppeld te worden aan iemand die hij totaal niet kent en omdat hij meer van een gewone huisvrouw houdt dan van een schoonheidskoningin, wordt Wintergreen verliefd op de assistente van Fulton, Mary Turner, die verrukkelijke muffins kan bakken. Het is liefde op het eerste gezicht. Alhoewel het Campagne Comité Diana Devereaux tot schoonheidskoningin had verklaard, vindt men toch, nadat Wintergreen zijn liefde verklaard had aan Mary en men de muffins van Mary had geproefd, dat Mary de beste keuze is voor Wintergreen (Finale, inclusief Never Was There a Girl So Fair en Some Girls Can Bake a Pie).
Buiten voor Madison Square Garden in New York, tijdens een bijeenkomst voor Wintergreen, verklaren verschillende sprekers in hun toespraken dat... Love Is Sweeping the Country. Binnen in Madison Square Garden, waar politici ten gunste van Wintergreen spreken, vindt een worstelwedstrijd plaats net onder het platform van de sprekers, terwijl Alexander Throttlebottom, de running mate, de mensen massa probeert uit te leggen dat hij de beste kandidaat is voor vicepresident. Wintergreen stelt Mary voor op het podium, zoals hij eerder al in zevenenveertig andere staten heeft gedaan. Ze accepteert opnieuw, en Wintergreen zingt het campagnelied voor haar (Of Thee I Sing).
Op verkiezingsavond wint Wintergreen tot ieders grote verbazing. De dag van de inauguratie komt er aan, wat ook de trouwdag moet worden van Wintergreen en Mary. In zijn inaugurele rede neemt Wintergreen afscheid van de meisjes die hij kende (Here's a Kiss for Cinderella). De opperrechter zit de huwelijksceremonie voor en net nadat hij John en Mary tot man en vrouw heeft verklaard, onderbreekt Diana Devereaux de procedure. Ze klaagt Wintergreen aan wegens schending van de belofte. Ze houdt vol dat zij degene is met wie hij had moeten trouwen (I Was the Most Beautiful Blossom). Het hooggerechtshof oordeelt dat Mary's maïsmuffins in deze zaak belangrijker zijn dan gerechtigheid, en Diana vertrekt boos om haar versie van het verhaal in het hele land te vertellen. Wintergreen leidt het Hooggerechtshof en de toeschouwers in een refrein van Of Thee I Sing.

### Tweede akte
In de tweede akte vestigen John en Mary zich in het Witte Huis. Haar 'bureau', rug aan rug met het zijne, is een volgeladen theetafel. Hun secretaresses begroeten elkaar met Hello, Good Morning. Alexander Throttlebottom, nu vicepresident, sluipt het Witte Huis binnen met een reisgroep. Wanneer een gids hem vertelt dat het de taak van de vicepresident is om de Amerikaanse senaat voor te zitten, rent Throttlebottom als een idioot naar het Capitool. De partijgenoten van Wintergreen vertellen hem dat Diana Devereaux overal in het land steun krijgt. Wintergreen houdt een persconferentie en vertelt de verslaggevers dat zijn liefde voor Mary het enige is dat telt (Who Cares?). De Franse ambassadeur komt onverwachts op bezoek (Garçon, S'il Vous Plaît). Hij heeft een verrassing voor president Wintergreen: "Diana is de onwettige dochter van een onwettige zoon van een onwettige neef van Napoleon." Hij staat erop dat Wintergreen zijn huwelijk nietig verklaart en met Diana trouwt om zijn ernstige belediging tegen het Franse volk recht te zetten. Iedereen is het erover eens dat Wintergreen moet worden afgezet wegens schending van de belofte (We'll Impeach Him), maar het kan John en Mary niets schelen omdat ze elkaar hebben (Who Cares?) (Reprise).
Throttlebottom heeft de Senaat gevonden en de partijleden laten hem weten dat hij binnenkort president zal zijn. Hij is erg opgewonden en gaat de Senaatskamer binnen om het voor te zitten (The Roll Call). De resolutie over de afzetting van de president wordt ter sprake gebracht, en de Franse ambassadeur en Diana staan voor joker als blijkt dat Diana opgelicht is. Mary maakt alles weer goed wanneer ze aankondigt dat ze zwanger is (Who Could Ask for Anything More?). De senatoren weigeren een aanstaande vader af te zetten, en Wintergreen verklaart dat 'het nageslacht' er zit aan te komen (Posterity Is Just Around the Corner). De Franse ambassadeur laat Wintergreen weten dat hij door niet te trouwen met Diana heeft bijgedragen aan het dalende geboortecijfer in Frankrijk. Hij eist de baby van de Wintergreens als vervanging voor degene (in dit geval: Diana) die ze uit Frankrijk hebben "meegenomen". John weigert en de ambassadeur loopt kwaad naar buiten.
In de Yellow Room van het Witte Huis arriveren gasten met cadeautjes voor de baby (Trumpeter, Blow Your Horn). Wintergreen wacht zenuwachtig de bevalling af als de Franse ambassadeur opnieuw arriveert met een laatste bericht uit Frankrijk: geef de baby aan ons of Frankrijk verbreekt alle diplomatieke betrekkingen met de VS.  Er wordt een tweeling geboren, een jongen en een meisje. De Franse ambassadeur is nog meer onthutst door deze afkondiging: Frankrijk heeft niet één, maar twee baby's verloren! Diana voegt zich treurig bij hem, en Alexander Throttlebottom komt met truien voor de baby's. De Franse ambassadeur staat op het punt de oorlog te verklaren als Wintergreen een briljant idee heeft: volgens artikel twaalf van de grondwet, wanneer de president van de Verenigde Staten zijn plichten niet kan vervullen, worden zijn verplichtingen overgenomen door de vicepresident! De ambassadeur noemt Wintergreen een genie en Throttlebottom is uitzinnig van vreugde als blijkt dat hij daarmee ook Diana als echtgenote krijgt. Bedienden rijden een groot bed de kamer in, waar Mary met twee baby's in zit. Na On That Matter en No One Budges gaat Wintergreen iedereen voor met de reprise van het lied: Of Thee I Sing.

## Liedjes
Eerste akte
| Lied                                | Rol                                           |
| ----------------------------------- | --------------------------------------------- |
| Wintergreen for President           | Ensemble                                      |
| Who is the Lucky Girl to Be?        | Diana Devereaux en ensemble                   |
| The Dimple on My Knee               | Diana, Sam Jenkins en ensemble                |
| Because, Because                    | Diana, Sam en ensemble                        |
| As the Chairman of the Committee    | Matthew Arnold Fulton en Commissie            |
| How Beautiful                       | Commissie                                     |
| Never Was There a Girl So Fair      | Commissie                                     |
| Some Girls Can Bake a Pie           | John P. Wintergreen, Mary Turner en Commissie |
| Love Is Sweeping the Country        | Sam, Emily Benson en ensemble                 |
| Of Thee I Sing                      | Wintergreen, Mary en Commissie                |
| Here's a Kiss for Cinderella        | Wintergreen en ensemble                       |
| I Was the Most Beautiful Blossom    | Diana                                         |
| Some Girls Can Bake a Pie (Reprise) | Wintergreen, Diana, Judges en ensemble        |

Tweede Akte
| Lied                                | Rol                                                       |
| ----------------------------------- | --------------------------------------------------------- |
| Hello, Good Morning                 | Sam, Emily en de twee secreateresses                      |
| Who Cares?                          | Wintergreen, Mary en journalisten                         |
| Garçon, S'il Vous Plaît**           | Franse soldaten                                           |
| The Illegitimate Daughter           | De Franse ambassadeur en ensemble                         |
| We'll Impeach Him                   | Senator Robert E. Lyons, Francis X. Gilhooley en ensemble |
| Who Cares? (Reprise)                | Wintergreen en Mary                                       |
| The (Senatorial) Roll Call          | Alexander Throttlebottom en ensemble                      |
| Jilted                              | Diana en Commissie                                        |
| Who Could Ask for Anything More?    | Mary en Commissie                                         |
| Posterity Is Just Around the Corner | Wintergreen en Commissie                                  |
| Trumpeter, Blow Your Horn           | Ensemble                                                  |
| Finale                              | Commissie                                                 |

## Bijzonderheden
- Nergens in het script is duidelijk op te maken wie in de musical de Republikeinen zijn en wie de Democraten.
- Het lied Posterity Is Just Around the Corner daarentegen lijkt verdacht veel op de beroemde of beruchte uitspraak "prospertity is just around the corner" van de republikeinse president Herbert Hoover. Iedereen koppelde in die tijd wel een politicus of bestuurder aan een of meerdere hoofdpersonen uit de musical.
- De musical is nooit verfilmd.
- De musical Let 'Em Eat Cake uit 1933 (de laatste musical die de gebroeders Gershwin schreven) is in de verte gebaseerd op het thema van Of Thee I Sing, maar is kwalitatief wat betreft tekst en muziek een stuk minder.
- De Prelude (openingsmuziek met o.a. het campagnelied Wintergreen for President) bevat vijf stukjes van volksliederen en patriottische marsen: Stars and Stripes Forever (John Philip Sousa), Hail, Hail, the Gang's All Here (Theodore Morse), Tammany (Gus Edwards), The Sidewalks of New York (Blake en Lawlor) en There'll Be a Hot Time in the Old Town Tonight (Theodore Metz).
- De muziek die de Fransen en hun ambassadeur introduceert, begint met de openingsmaten van Gershwin's eigen An American in Paris.
- De vier evergreens en jazzklassiekers uit deze musical zijn: Love Is Sweeping the Country, Of Thee I Sing, Who Cares? en Who Could Ask for Anything More?.
- Gershwin zelf dirigeerde de première op 26 december.
- Ira kreeg de Pulitzerprijs omdat hij een van de auteurs was, maar hij heeft het certificaat, uit protest omdat zijn broer George hem niet gekregen heeft, jarenlang in zijn badkamer opgehangen. George zelf kreeg hem postuum in 1998 t.g.v. zijn honderdste geboortedag.
- De musical wordt in de VS van tijd tot tijd nog steeds uitgevoerd. Een van laatste keren was tijdens de campagne van George Bush en John Kerry in het kader van de Amerikaanse presidentsverkiezingen van 2004. In Europa is de musical zelden te horen.